# Rill från Hogdal-Lommeland
Rill från Hogdal-Lommeland, eller längre: rill - sextur med polskdans från Hogdal och Lommeland, är en folklig dans från socknarna Hogdal och Lommeland i norra Bohuslän. Traditionsbärarna (födda 1901,1901 och 1904) har berättat att "de gamle dansene" dansades allmänt i norra Bohuslän till omkring 1920 samt att låtarna och flera av danserna förekom också i angränsande delar av Östfold i Norge.    
Dansen inleds i 2/4-takt, rill, och övergår sedan i 3/4-takt, polska, varefter dansen börjar om. Upplysningar om dansen lämnades av riksspelman Artur Lundberg, Brehult, Hogdal, samt Sigfrid och Hildur Olsson, Kasen, Lommelanda. Dansen upptecknades 1971-72 av Ingvar Norman, Säter och Gösta Andersson, Lysekil. Dansen finns med såväl i boken Danser från Bohuslän av Bohuslän-Dals Distrikt av Svenska Ungdomsringen för Bygdekultur som i den så kallade "apelsinboken", Bygdedanser av Dalarnes hembygdsring, distrikt av Svenska Ungdomsringen för Bygdekultur. (Svenska Ungdomsringen för Bygdekultur har efter böckernas tryckning bytt namn och heter nu Svenska Folkdansringen.)  

## Musiken
Rill och polska från Hogdal eller Lommeland.  

## Uppbjudning
Uppbjudning sker efter hand under ”rillen”, takterna 1-8. Dansen sker först parvis motsols i öppen ring, sedan i mot- och medsols sluten ring samt kedja innan den övergår till polska.  

## Fattningar
- Under uppbjudning och promenad: Arm i arm.
- Under dans i ring: Ringfattning.
- Under kedjan: Armkroksfattning.
- Under polskdansen: På samma sätt som i polskan.

## Steg
Rill: Mjuka gångsteg med svikt.  
Polskdans: Polskdans från Hogdal - Lommeland.  

## Utförande
Under rillens första repris (takterna 1-8) sker uppbjudning och paren promenerar arm i arm moturs i öppen ring.  
Då första reprisen spelas igen (takterna 1-8) bildas i takt 1 sluten ring som fortsätter motsols.   
Då andra reprisen (takterna 9-16) spelas vänder ringen och rör sig medsols. Vändningen sker med en lätt markering på taktdel 1 i takt 9.  
Då andra reprisen (takterna 9-16) spelas igen upplöses ringfattningen, dansarna vänder sig parvis mot varandra och dansar i kedja. Kavaljererna mot- och damerna medsols, först med höger armkrok. Kedjan dansas med mjuka gångsteg till reprisens slut.  
Efter 16e takten övergår musiken i polska och dansen till polskdans (Polskdans från Hogdal-Lommeland) till polskmusikens slut. Därefter tas dansen om från början. 

### Övergången till polska
Vid övergången till polska svänger paret runt ett halvt varv moturs med hjälp av den sista armkroken (med vänster i vänster armkrok). Kavaljeren får då ryggen i dansriktningen, damen hamnar i dansriktningen. Sedan startar paret polskan direkt, med svikt och vridning med höger fotsula bakom för honom, höger steg fram mellan hans fötter för henne.